# Ftan
Ftan ([ftan]ⓘ, deutsch und bis 1943 offiziell Fetan) ist ein Dorf in der Unterengadiner Gemeinde Scuol im Schweizer Kanton Graubünden.
Bis am 31. Dezember 2014 war Ftan eine eigenständige politische Gemeinde. Am 1. Januar 2015 wurde Ftan mit den vier Gemeinden Ardez, Guarda, Sent und Tarasp in die Gemeinde Scuol fusioniert.

## Geographie

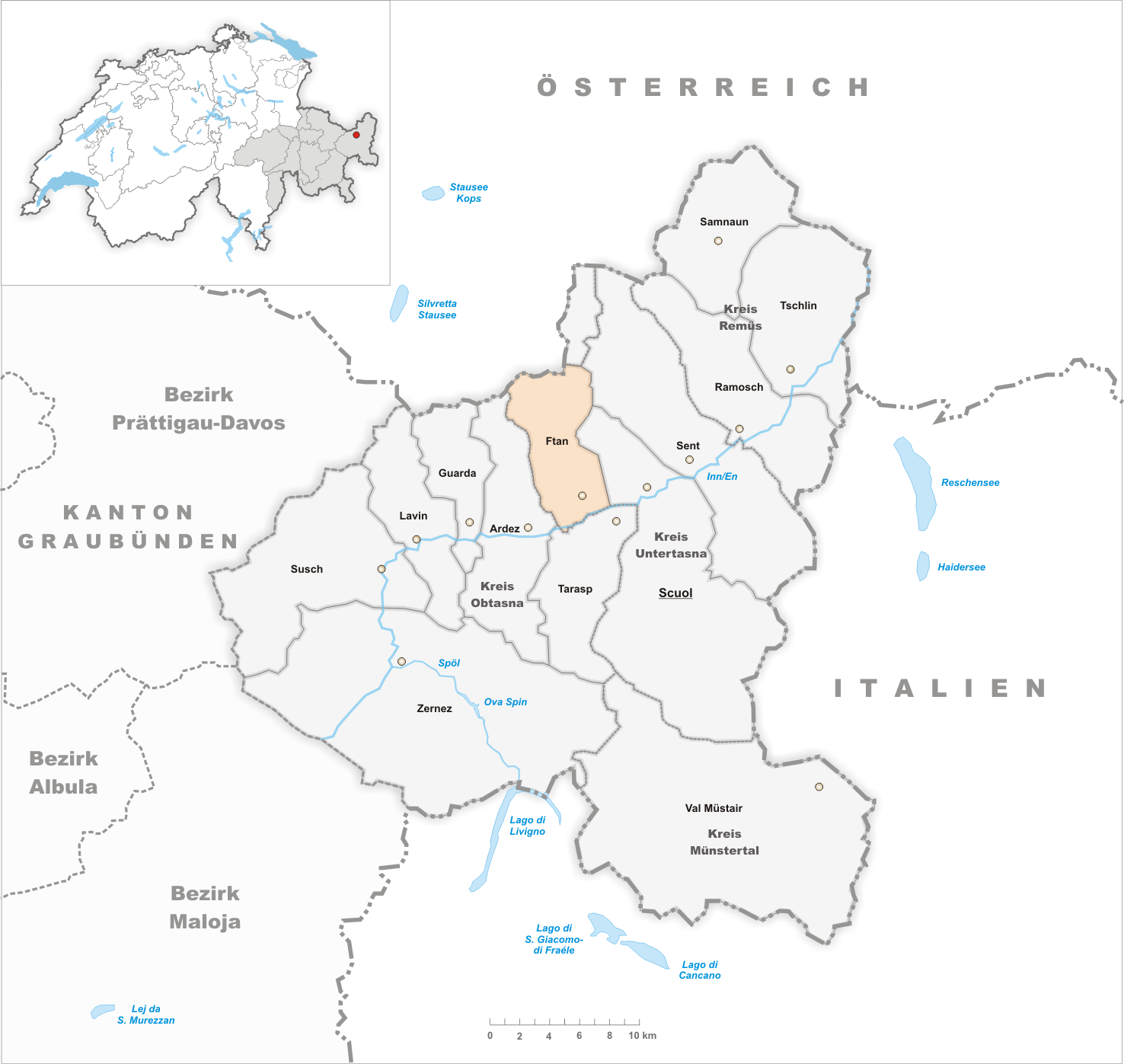
Gemeindestand vor der Fusion am 1. Januar 2015

Ftan Grond und Ftan Pitschen 1954. Luftbild von Werner Friedli

Der Ort Ftan liegt auf 1650 m. Dabei erstreckt sich das Gebiet von Ftan vom Inn auf 1200 m bis zum Augstenberg auf 3230 m. Die beiden grössten Ortsteile sind die dicht benachbarten Siedlungen Ftan Grond und Ftan Pitschen. Deren Namen bedeuten auf Deutsch «Gross-Ftan» und «Klein-Ftan».

## Geschichte

### Ortsname
Die Etymologie des Ortsnamens ist laut dem Rätischen Namenbuch (wonach auch das Lexikon der schweizerischen Gemeindenamen) ungeklärt. Es muss eine vorlateinische Form *vett- existiert haben, die um das Suffix -ānum erweitert wurde. Diese Form findet sich in den Ersterwähnungen de Uetane (1150) oder in vico Vetane (1161). 1327 findet sich erstmals die Form ze Fetan.

### Ortsgeschichte
2007 fanden Archäologen der Universität Zürich unter Leitung von Thomas Reitmaier Spuren prähistorischer Menschen in Plan da Mattun im Val Urschai, die bis 10.500 Jahre alt sind. Auf dem Muot Padnal gab es eine Wehrsiedlung mit Wall und Graben sowie eine Rundmauer auf dem Hügel Umbrain aus der Bronze- und Eisenzeit. Funde aus der Römerzeit sind im Val Tasna nachgewiesen, die zudem eine frühe alpwirtschaftliche Nutzung zeigen.
Im 12. Jahrhundert hatten die Herren von Tarasp in Ftan viele Güter und tätigten Schenkungen an die Klöster Müstair und Scuol, und nach dessen Verlegung auch an die Abtei Marienberg im Vinschgau. Die Entstehungszeit der Pfarrkirche St. Peter ist nicht bekannt, doch ist die Pfarrei Ftan seit 1492 belegt. 1499 und 1622 wurde Ftan durch österreichische Truppen zerstört. 1542 erfolgte der Übergang vom katholischen zum reformierten Glauben. Vom 16. bis 18. Jahrhundert wirkten viele bedeutende reformierte Pfarrer in Ftan. 1652 kaufte sich Ftan von Österreich los und gehörte bis 1851 zur Gerichtsgemeinde Untertasna.

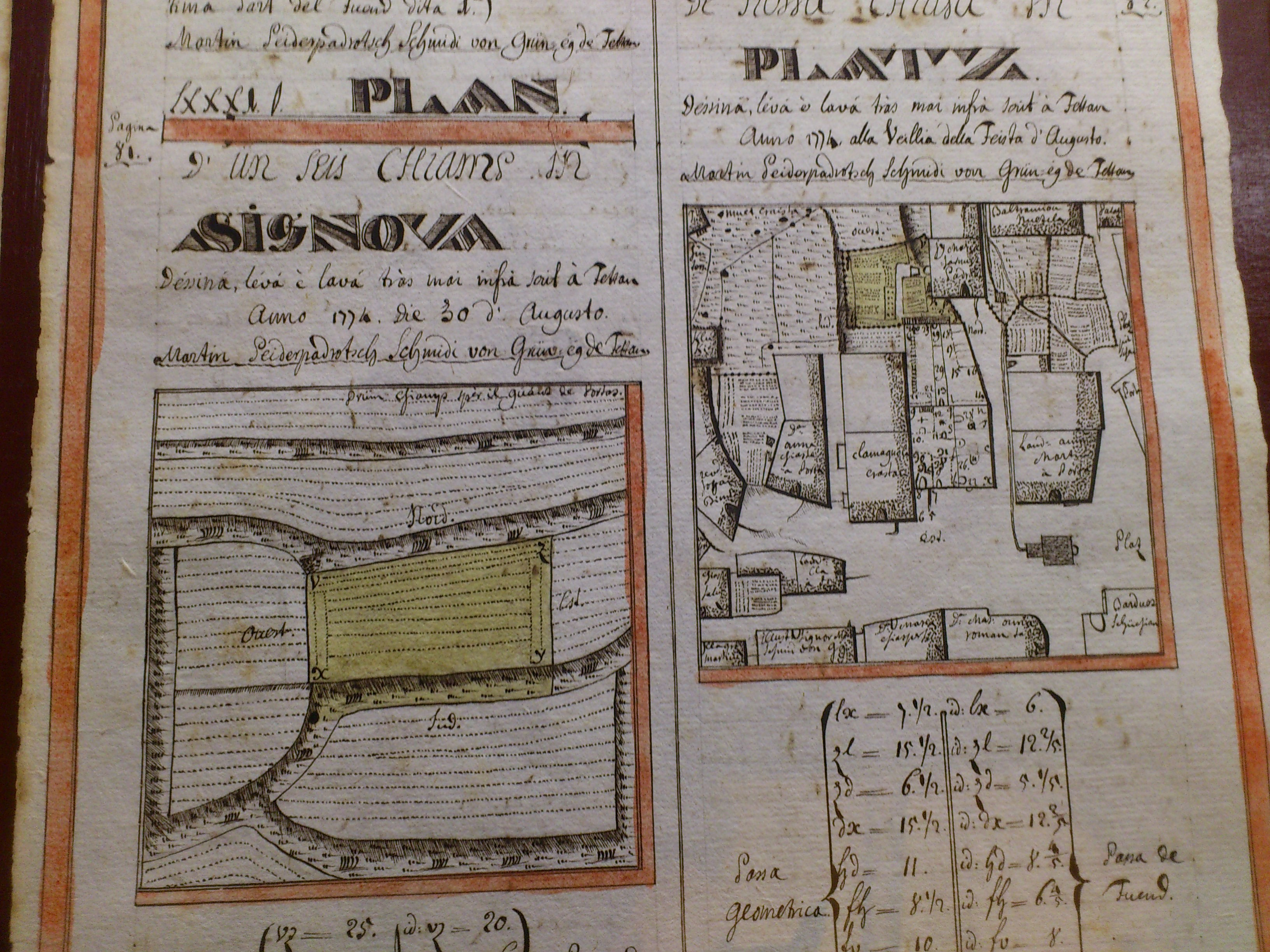
Pläne von Feldern und Häusern in Ftan von Martin Peider Schmid

Martin Peider Schmid hielt in den 1770er-Jahren in einer zweibändigen Handschrift namens Chiantun verd seine präzisen Beobachtungen über Ftan fest. Mehrmals wurde Ftan durch Lawinenniedergänge (1682 und 1720) und durch Dorfbrände (1723, 1794 und 1885) verwüstet. 1875 wurde mit Lawinenverbauungen und Aufforstungen begonnen. Zur Rettung des Dorfteils Ftan Grond vor Rutschgefahr wurden die unstabilen Moränenböden der Palüds da Sainas entwässert.
Seit dem Bau der Engadiner Talstrasse 1860 bis 1862 ist Ftan vom Hauptverkehr weitgehend abgeschnitten. Auch die Bahnstation der RhB (seit 1913) liegt weit unterhalb des Dorfes. Infolgedessen nahm die Bevölkerung von 1850 bis 1900 von 506 auf 403 Personen ab. Manche Ftaner Familien wanderten als Cafétiers und Zuckerbäcker aus und erwarben entsprechende Geschäfte in Italien, Nord- und Osteuropa.

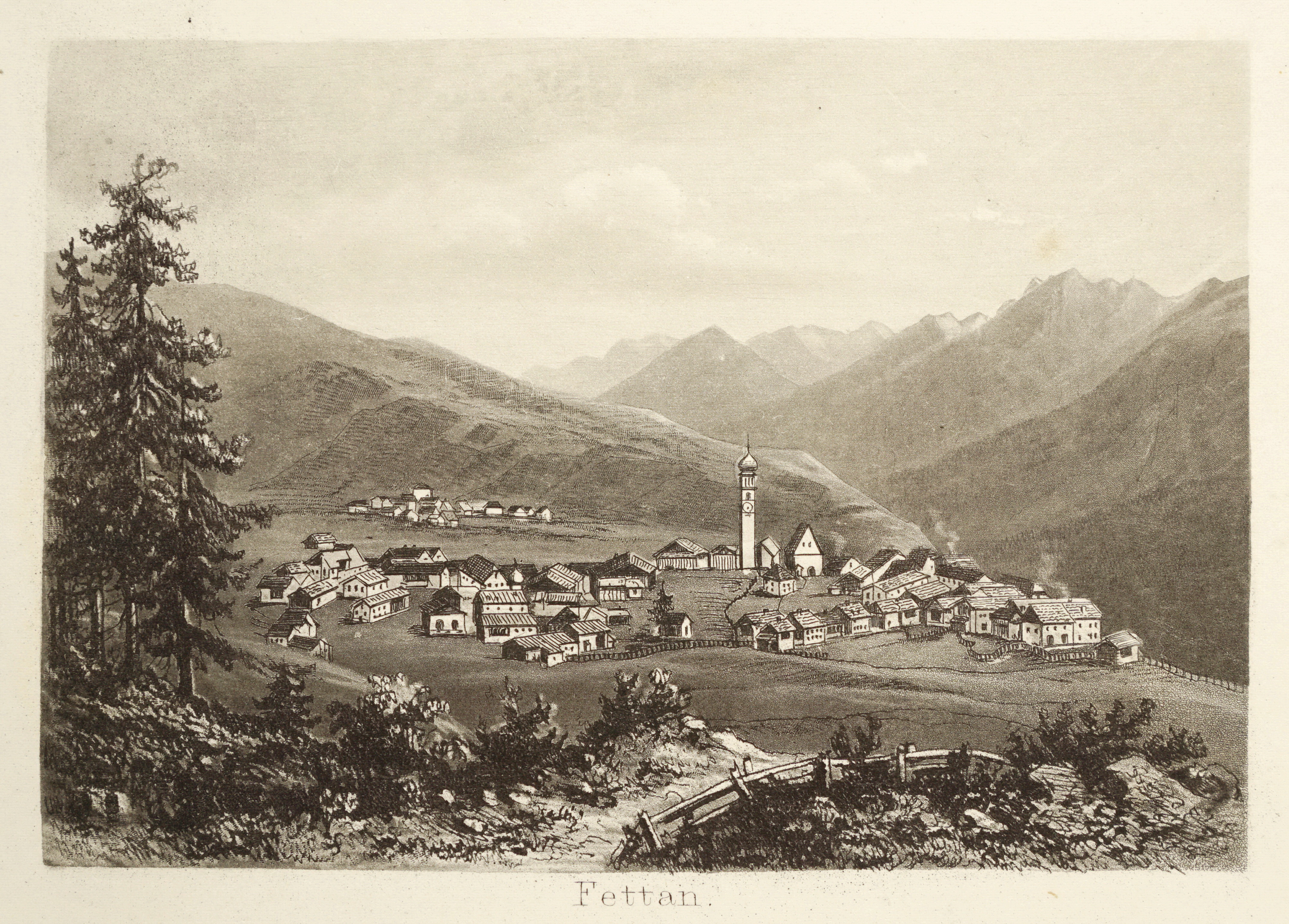
Ftan Grond, im Hintergrund Ftan Pitschen, um 1870. Radierung von Heinrich Müller

In der bedeutungsvollen Landwirtschaft wurde der Ackerbau erst in den 1950er Jahren allmählich zugunsten der Viehwirtschaft aufgegeben. 1970 wurde ein erster Sessel- und Skilift erstellt; danach nahm der Wintertourismus rasch zu, was sich besonders im Bau zahlreicher Ferienwohnungen zeigte.

## Bevölkerung
| Bevölkerungsentwicklung | Bevölkerungsentwicklung | Bevölkerungsentwicklung | Bevölkerungsentwicklung | Bevölkerungsentwicklung | Bevölkerungsentwicklung | Bevölkerungsentwicklung |
| ----------------------- | ----------------------- | ----------------------- | ----------------------- | ----------------------- | ----------------------- | ----------------------- |
| Jahr                    | 1835                    | 1850                    | 1900                    | 1950                    | 1970                    | 2000                    |
| Einwohner               | 538                     | 506                     | 403                     | 504                     | 425                     | 516                     |

### Sprachen
Trotz einer kleinen deutschsprachigen Minderheit blieben die Ftaner dem Vallader, einer bündnerromanischen Mundart, bis zum Beginn des Zweiten Weltkriegs treu (1880 89 %, 1900 92 % und 1941 86 %). Danach setzte bis 1980 ein Niedergang der Mehrheitssprache ein. Seither hat sich eine knappe romanischsprachige Mehrheit behaupten können. Die Sprache, gefördert von Gemeinde und Schule, gewinnt sogar eher wieder an Boden (1990 verstanden 68 %, 2000 gar 76 % Romanisch).
Die Entwicklung der letzten Jahrzehnte zeigt die folgende Tabelle:
| Sprachen in Ftan |                   |                   |                   |                   |                   |                   |
| Sprachen         | Volkszählung 1980 | Volkszählung 1980 | Volkszählung 1990 | Volkszählung 1990 | Volkszählung 2000 | Volkszählung 2000 |
| Sprachen         | Anzahl            | Anteil            | Anzahl            | Anteil            | Anzahl            | Anteil            |
| Deutsch          | 139               | 31,95 %           | 153               | 33,77 %           | 191               | 37,02 %           |
| Rätoromanisch    | 251               | 57,70 %           | 263               | 58,06 %           | 298               | 57,75 %           |
| Italienisch      | 19                | 4,37 %            | 14                | 3,09 %            | 6                 | 1,16 %            |
| Einwohner        | 435               | 100 %             | 453               | 100 %             | 516               | 100 %             |

### Religionen und Konfessionen
1542 wurde die Reformation eingeführt. Einige bekannte reformierte Pfarrer stammten aus Ftan und wirkten auch dort. 1888 bis 1924 und seit 1928 bilden Ftan und Ardez eine Pastorationsgemeinschaft, seit 2016 gehört zusätzlich Guarda dazu.

### Herkunft und Nationalität
Von den Ende 2005 477 Bewohnern waren 437 (= 92 %) Schweizer Staatsangehörige.

## Sehenswürdigkeiten
- Denkmalgeschützt ist die reformierte Dorfkirche in Ftan Grond.
- Haus Vulpius[7]
- Hochalpines Institut (ehem. Hochalpines Töchterinstitut)[8]

## Wirtschaft
Die Einwohner von Ftan leben zu einem grossen Teil vom Tourismus und dem Schulinstitut. Daneben gibt es Klein- und Kunsthandwerk, einen VOLG-Dorfladen, eine Bäckerei und eine genossenschaftliche Käserei. In der Berglandwirtschaft bewirtschaften 25 Landwirte in 20 Betrieben etwa 500 ha. 2014 hielten 7 Betriebe Milchkühe, 4 Mutterkuhhaltung, 6 Schafzucht und 5 Ziegenhaltung. Wichtig ist deshalb auch die Alpwirtschaft im Sommer, die in Laret, Clünas, Val Tasna, Val Urschai und Val Sampuoir betrieben wird, oft in Alpgemeinschaft mit den Ardezer Bauern.

## Verkehr

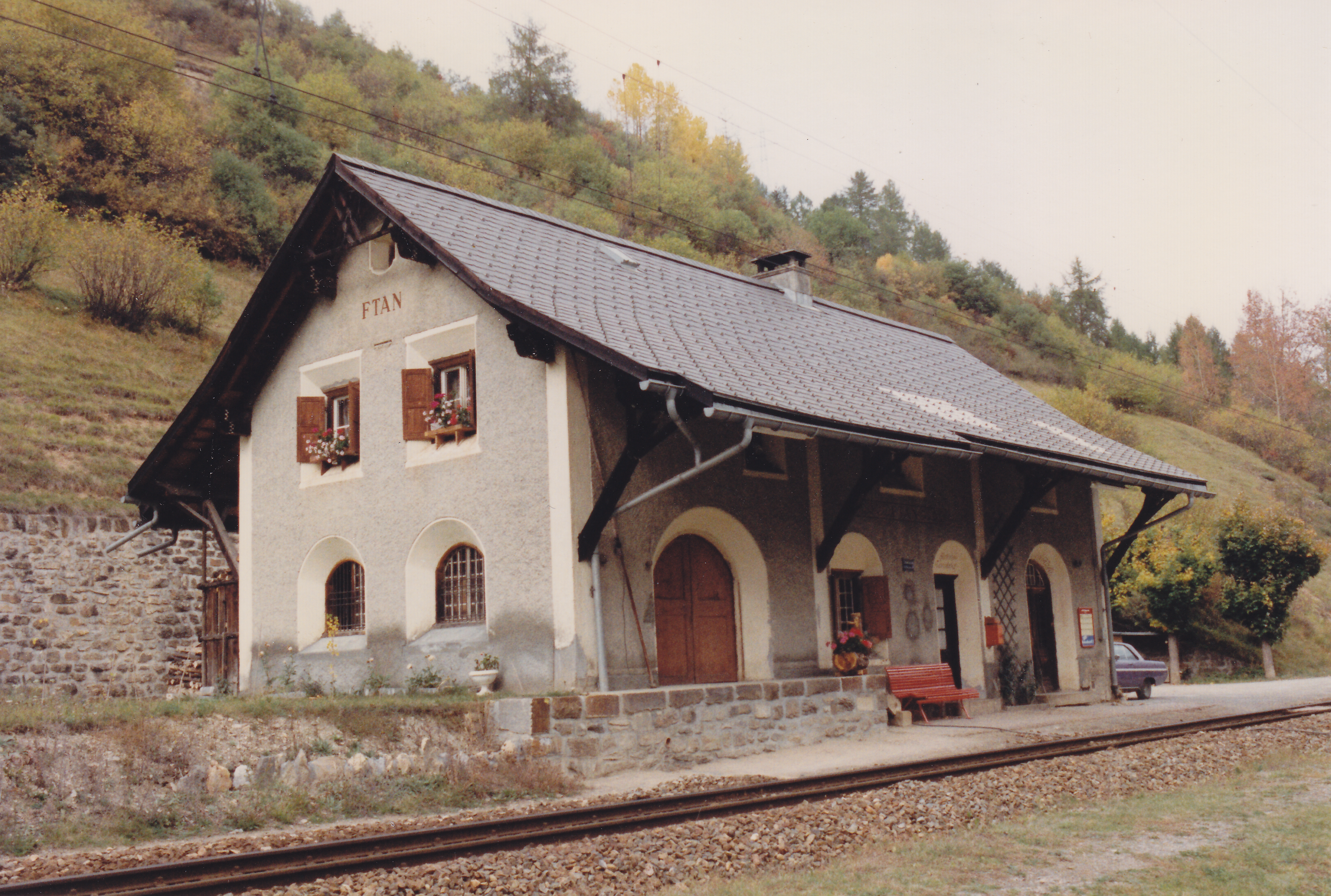
Bahnhof Ftan im Oktober 1990

Ftan wird durch die Buslinie Ftan – Scuol Bahnhof – Scuol Posta bedient. An der Haltestelle Scuol Bahnhof besteht dabei unter anderem eine Umstiegsmöglichkeit auf die Züge der Rhätischen Bahn in Richtung Samedan und Pontresina (Bahnstrecke Bever – Scuol-Tarasp) sowie via Sagliains und der Vereinalinie in Richtung Klosters und Landquart.
Spätabends gibt es auch eine direkte Busverbindung ins benachbarte Ardez.
Auf dem Gebiet von Ftan liegt auch der Haltepunkt Ftan Baraigla der Bahnstrecke Bever – Scuol-Tarasp. Die Station liegt allerdings auf 1335 m Höhe und damit etwa 300 Höhenmeter unterhalb des Ortskerns, von dem aus sie daher nur umständlich zu erreichen ist.
Ftan lag früher an der Engadiner Talstrasse (Via imperiala). Durch den Bau der Hauptstrasse 27 wird der Ort seit 1865 in der Talsohle weiträumig umfahren.

## Brauchtum

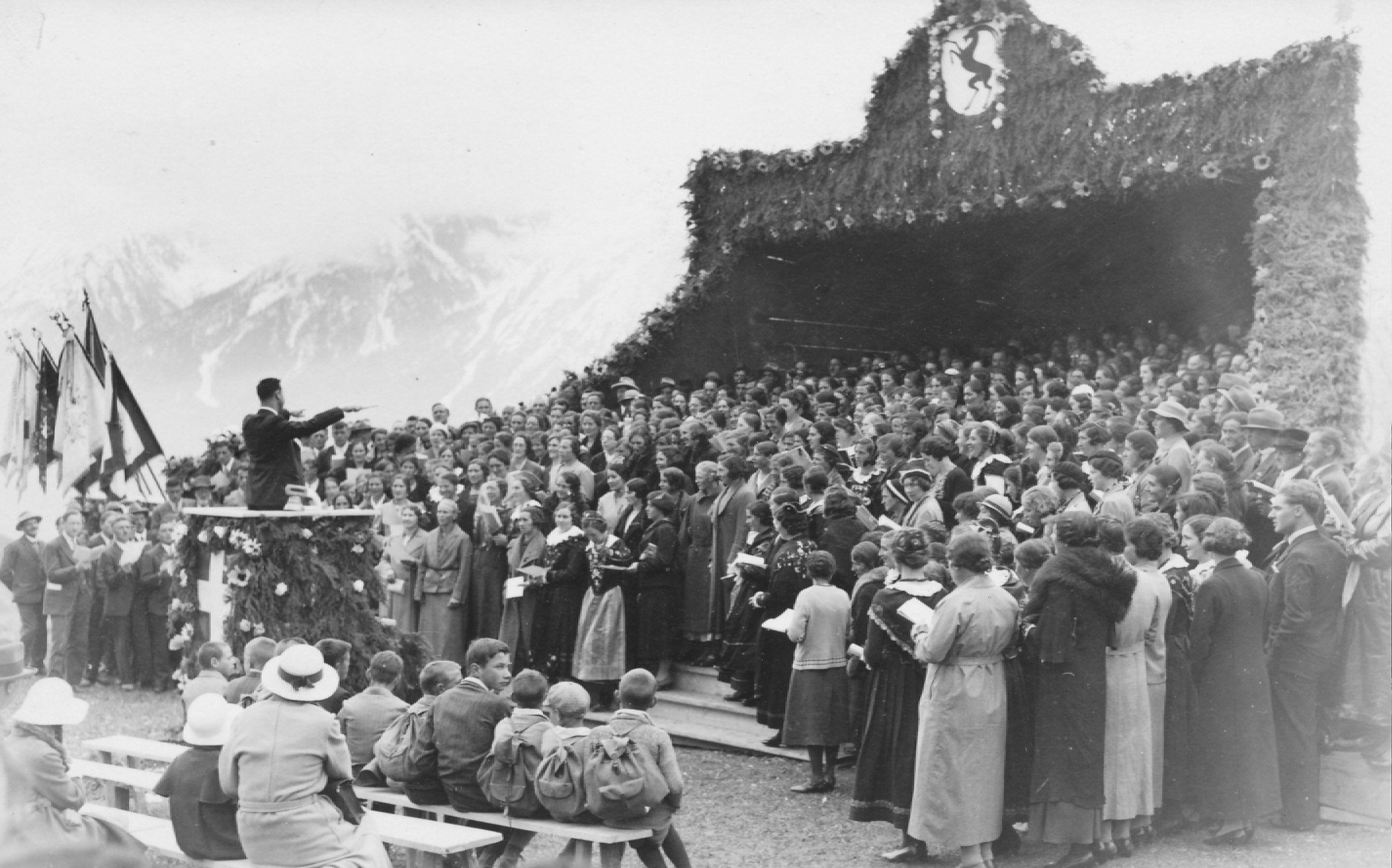
Sängerfest in Ftan 1935

In der Tradition der Übernamen der Engadiner Dörfer heissen die Ftaner ils muois, zu deutsch: "die Ochsen" wegen ihrer angeblichen Starrköpfigkeit.
Am 6. Januar wird das Fest Babania gefeiert, jeden Samstag vor dem ersten Februarmontag der Schüschaiver.

## Bildung
1793 gründete der reformierte Pfarrer Andrea Rosius à Porta ein Schulinstitut für Knaben und Mädchen, das bis 1869 bestand. Er war von Ulysses von Salis-Marschlins und Heinrich Pestalozzi beeinflusst. In der Folge entstand 1916 das Hochalpine Töchterinstitut Fetan (HTF). Es war die erste Privatschule des Kantons Graubünden – ein Internat, das früher nur junge Frauen ausbildete. Seit 1976 ist es auch eine regionale Mittelschule für beide Geschlechter, bei der mit eidgenössisch anerkannten Maturitäten und Diplomen abgeschlossen wird. 1993 wurde es in „Hochalpines Institut Ftan“ umbenannt.

## Persönlichkeiten
- Stefan Gabriel (um 1570–1638), reformierter Pfarrer in Flims, Ilanz und Zürich, Verfasser eines Katechismus in Sursilvan, das erste Schriftdenkmal des oberländischen Idioms
- Jacob Antonius Vulpius (1629–1706), reformierter Pfarrer, Bibelübersetzer und Historiker
- Jon Peider Schmid von Grüneg (1733–1819), Oberstleutnant in fremden Diensten
- Petrus Domenicus Rosius à Porta (1734–1806), reformierter Pfarrer 1758–1764 und 1801–1803 in Ftan und Kirchenhistoriker
- Andrea Rosius à Porta (1754–1838), reformierter Pfarrer, Pädagoge und Gründer seines Schulinstituts 1793
- Robert Cantieni (1873–1954), Komponist des Volkslieds Chara lingua da la mamma
- Rudolf Olaf Tönjachen (1896–1971), Lehrer und rätoromanischer Schriftsteller

## Bilder

Ftan Grond 1947. Luftbild von W. Friedli
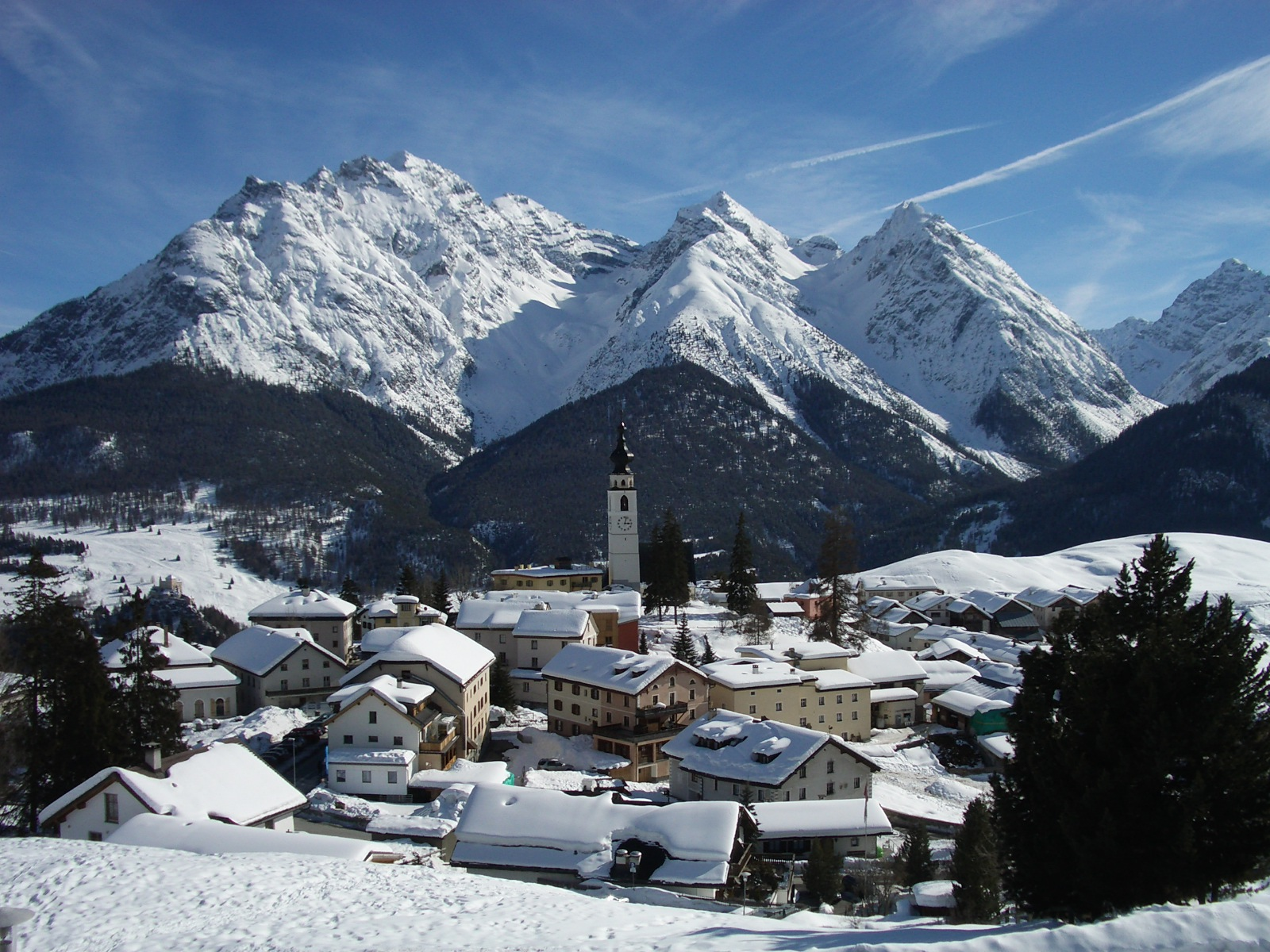
Ftan gegen Süden
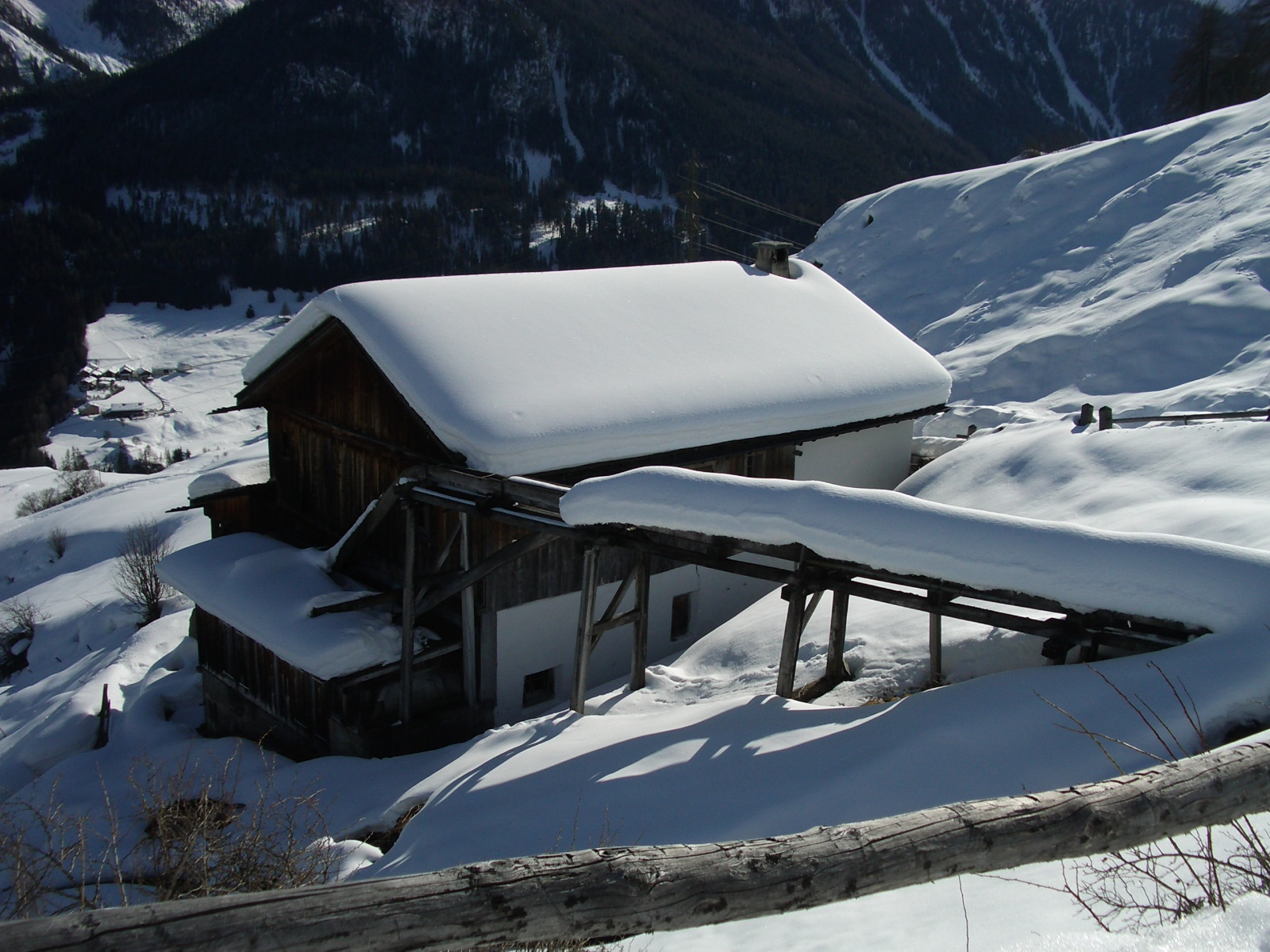
Alpine Mühle aus dem 16./17. Jahrhundert
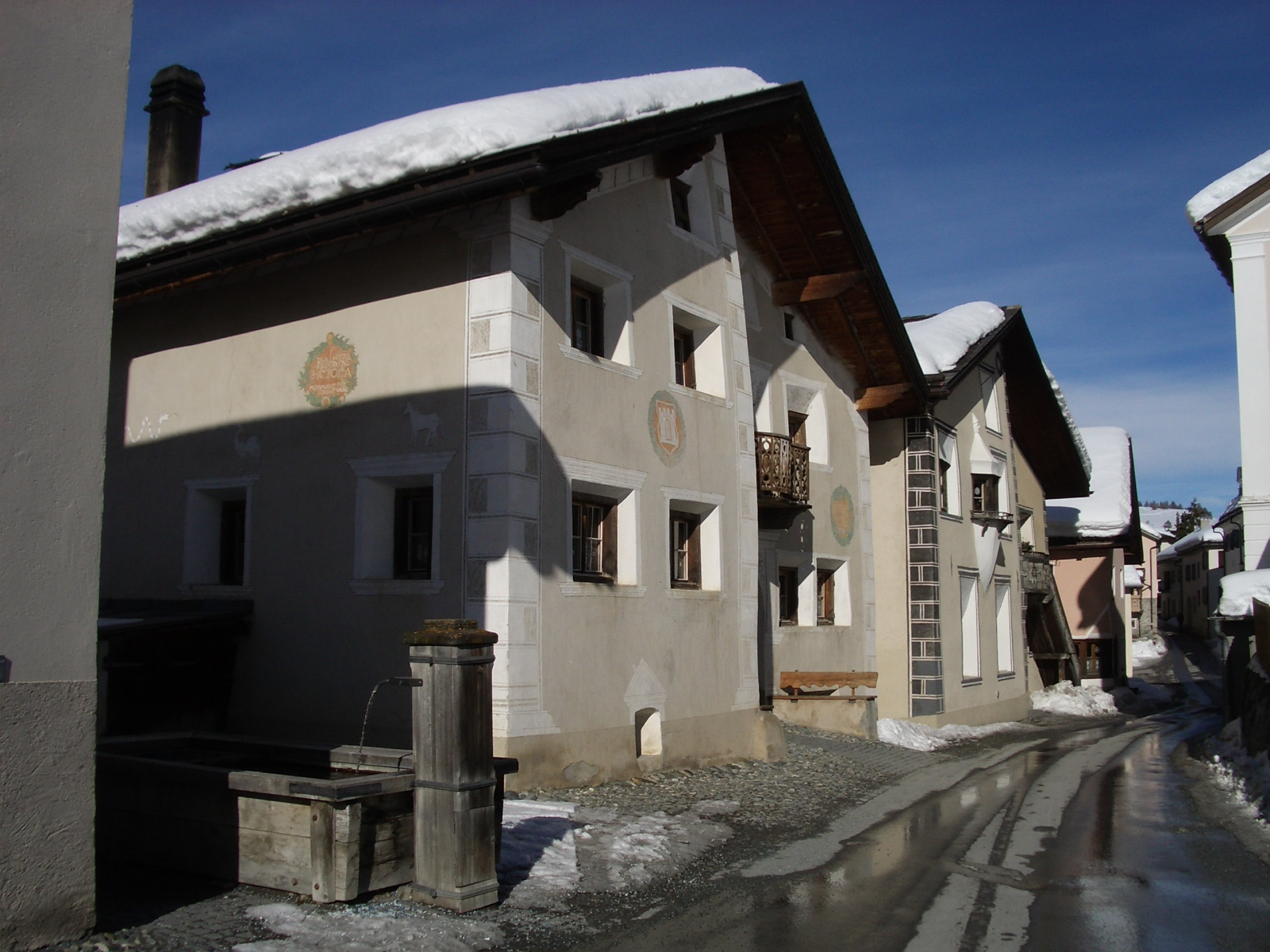
Dorfstrasse
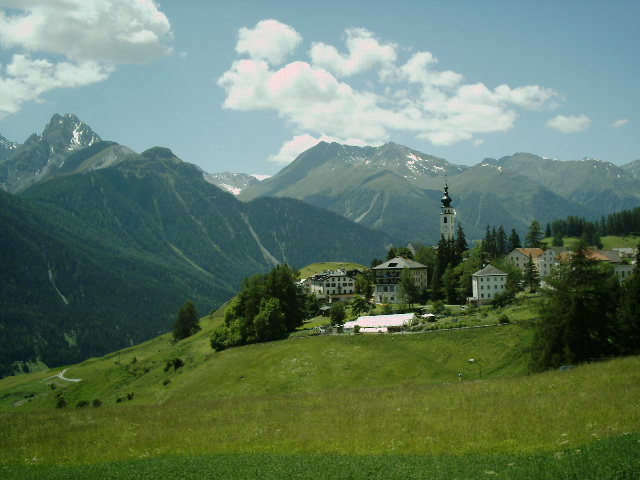
Blick auf Ftan